# Paweł I Romanow

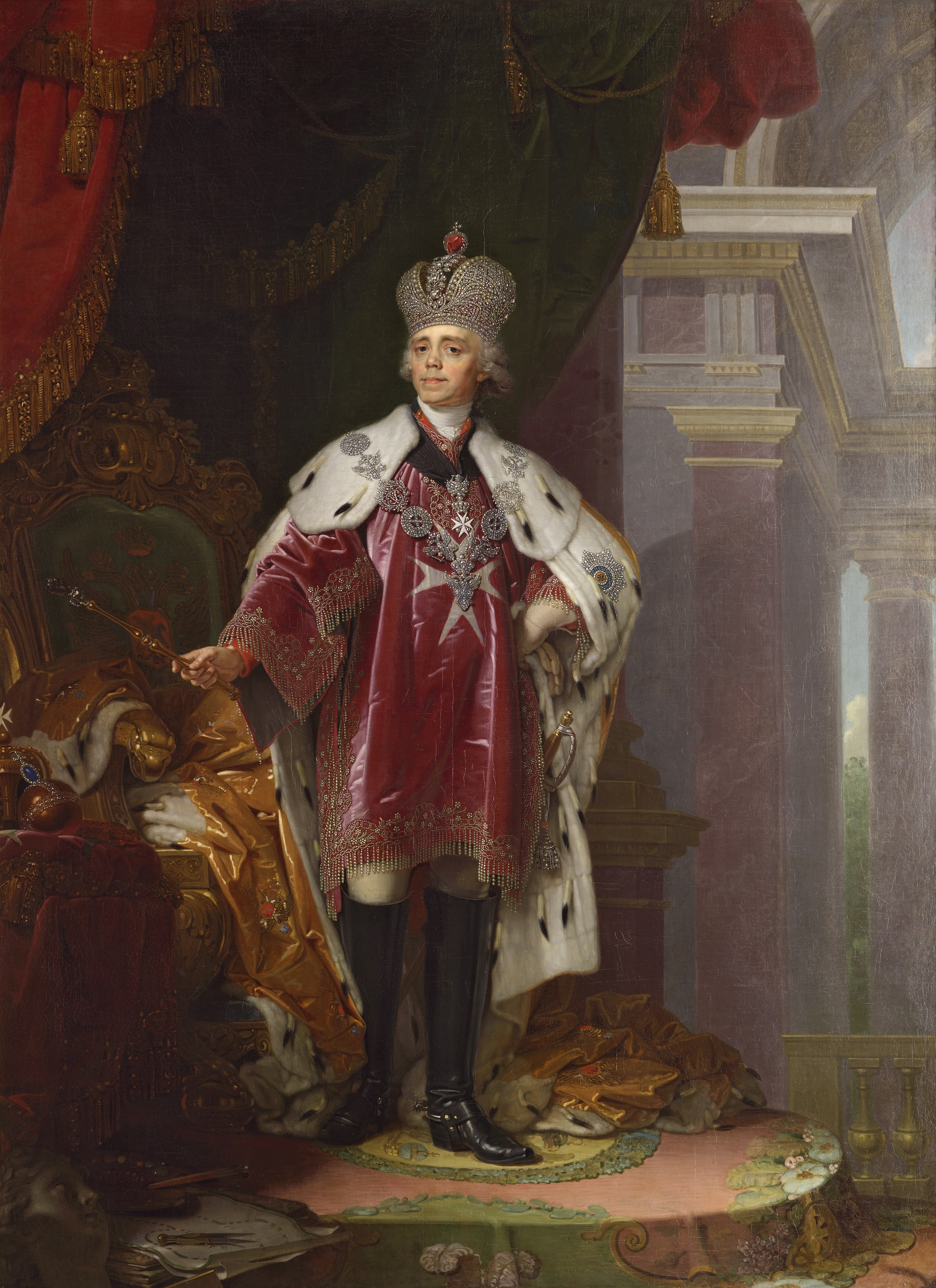
portret cara w stroju koronacyjnym

Paweł I Romanow, Paweł I Piotrowicz, ros. Павел I Петрович (ur. 20 września?/1 października 1754 w Petersburgu, zm. 11 marca?/23 marca 1801 tamże) – cesarz Rosji w latach 1796–1801, wielki mistrz Zakonu Maltańskiego 1799–1801, hrabia Oldenburga w 1773, wolnomularz.

## Następca tronu
Paweł Piotrowicz urodził się 20 września (1 października) 1754 roku, oficjalnie jako syn Piotra III i Katarzyny II. Ojcostwo Piotra III nie było jednak pewne. Kolportowano pogłoski, iż faktycznym ojcem Pawła był hrabia Siergiej Sałtykow, kochanek Katarzyny II. Sam Paweł po objęciu cesarskiego tronu nie taił swoich przypuszczeń, że jego rzeczywistym ojcem był Stanisław August Poniatowski, dawny kochanek Katarzyny, co miało też wyjaśniać przychylność Pawła wobec Polaków, a zwłaszcza zdetronizowanego króla Polski i jego rodziny. Według innych plotek, rzeczywistym dzieckiem Katarzyny była Aleksandra Branicka, którą zaraz po urodzeniu cesarzowa Elżbieta zamieniła na niemowlę płci męskiej niewiadomego pochodzenia. Wśród tych wielu plotek na temat pochodzenia Pawła istniała jeszcze taka, że jest synem samej cesarzowej Elżbiety i jej kochanka Aleksego Razumowskiego. Katarzyna II sama świadomie szerzyła wersje o pochodzeniu swego syna z nieprawego łoża. W ten sposób jej wątpliwe prawa do tronu rosyjskiego rosły, cudzołóstwo maskowało carobójstwo. Wielki książę został ochrzczony 25 września (6 października). Syn został zabrany zaraz po porodzie przez cesarzową Elżbietę, a matka zobaczyła go dopiero po czterdziestu dniach od momentu narodzin. Po raz drugi ujrzała go z końcem roku, po raz trzeci po Wielkanocy w roku następnym. Katarzyna otrzymała od cesarzowej 100 000 rubli tuż po narodzinach Pawła.
Następca tronu był przedmiotem wielu targów i zabiegów politycznych. Cesarzowa Elżbieta zaangażowana w wojnę przeciwko Prusom rozważała różne rozwiązania. Na dworze sądzono, pod wpływem sympatii Piotra III dla Fryderyka II, że cesarzowa zmieni swą decyzję w sprawie następstwa tronu tak, że Paweł będzie jej bezpośrednim spadkobiercą.
Od 1761 roku za wychowanie Pawła odpowiedzialny był Nikita Panin (1718–1783), polityk rosyjski, w pewnym okresie bliski współpracownik cesarzowej Katarzyny II, minister spraw zagranicznych Rosji w latach 1764–1780, zastępca wielkiego mistrza Wielkiej Loży Prowincjonalnej Iwana Jełagina, który reprezentował interesy młodego carewicza w skomplikowanej walce koterii na dworze. Panin prowadził edukację Pawła w duchu opozycyjnym wobec Katarzyny II. Nie raz poruszano „buntownicze” tematy na lekcjach z następcą tronu.

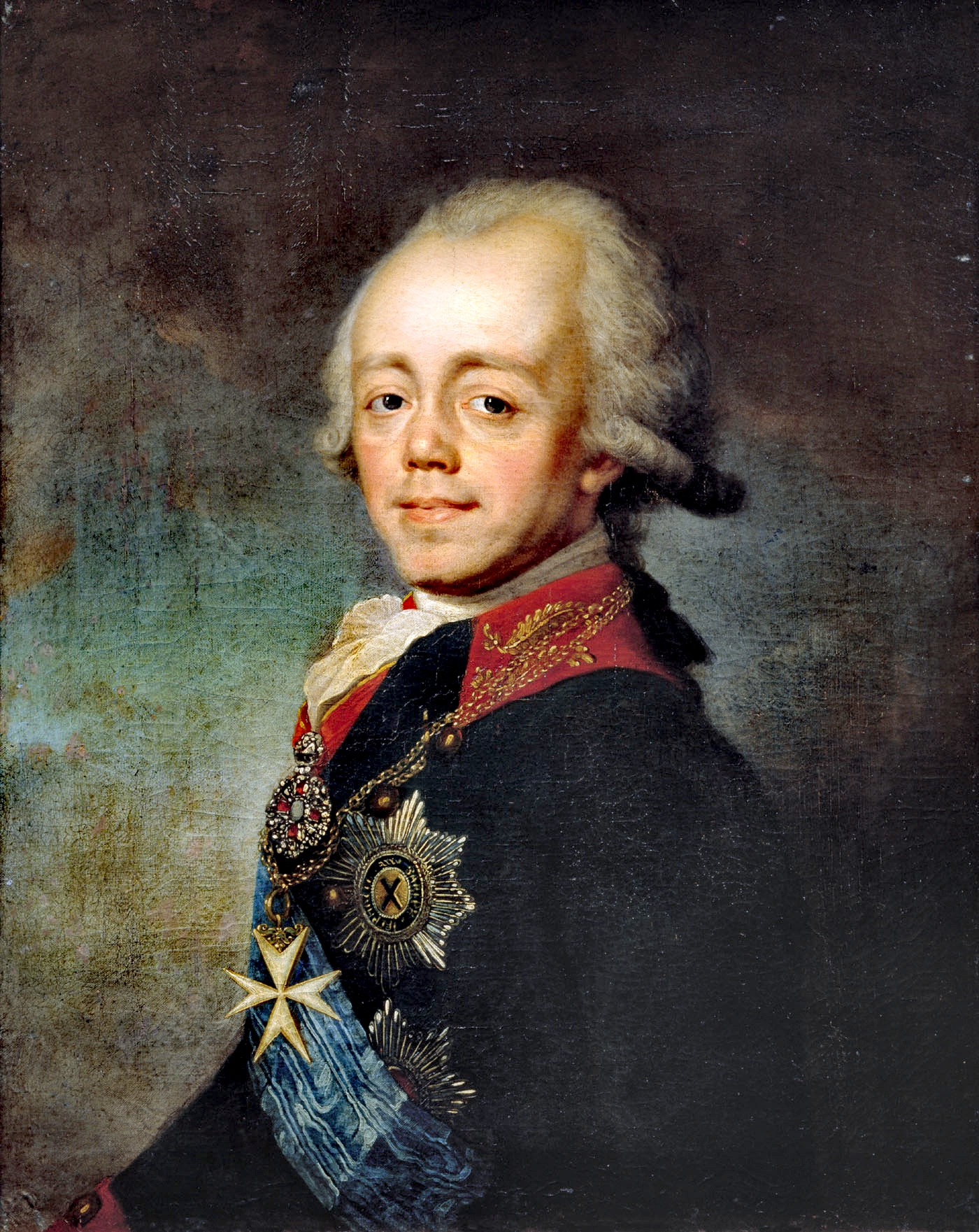
Cesarz Paweł I Romanow

Ośmioletni Paweł był świadkiem przewrotu pałacowego w 1762 roku. W roku 1772 zwolennicy Pawła żywili nadzieję, że Katarzyna przekaże tron swemu następcy. Carewicz skończył 18 lat i osiągnął wiek dojrzały. Nadzieje okazały się płonne i walka rozmaitych frakcji toczyła się nadal. Jednym z powodów takiego stanu rzeczy było przeświadczenie, że stan tymczasowy z 28 czerwca 1762 roku się nie skończył, a Katarzyna nie miała legitymacji prawnej do sprawowania władzy. „Stronnictwo” Pawła Piotrowicza brało czynny udział w tej walce. Cesarzowa chcąc je osłabić, najpierw ożeniła syna z Wilhelminą z Hesji-Darmstadt (1755–1776), a potem wykorzystując małżeństwo syna i fakt jego pełnoletniości odsunęła od niego wychowawcę. Droga do tronu wielkiego księcia nie była łatwa. Musiał walczyć nie tylko z matką i plotkami o swym nieprawym pochodzeniu, ale także z licznymi samozwańcami podającymi się za niego lub za ojca Piotra III.
Jako następca tronu Paweł był wyrazicielem idei głoszonych przez jego preceptorów. Panin namawiał swego wychowanka do zreformowania ustroju państwowego Rosji na zasadach konstytucyjnych. Proponował wprowadzić wolność polityczną opartą głównie na władzy senatu. Senatowi podlegałyby zgodnie z hierarchią zgromadzenia szlacheckie, gubernialne lub okręgowe i powiatowe. Senat w myśl nowej konstytucji byłby obdarzony pełnią władzy ustawodawczej, cesarzowi pozostałaby władza wykonawcza z prawem zatwierdzania omawianych i przyjętych przez senat ustaw. Jednocześnie wielki książę stworzył w Gatczynie „pocieszne pułki” – organizację wojskową opartą na pruskim drylu i okrutnej musztrze, które kierowały go bardziej w stronę tych idei, jakie wprowadzi, gdy zostanie cesarzem – w stronę centralizmu i bezwzględnego samowładztwa.

## U władzy

### Początki panowania

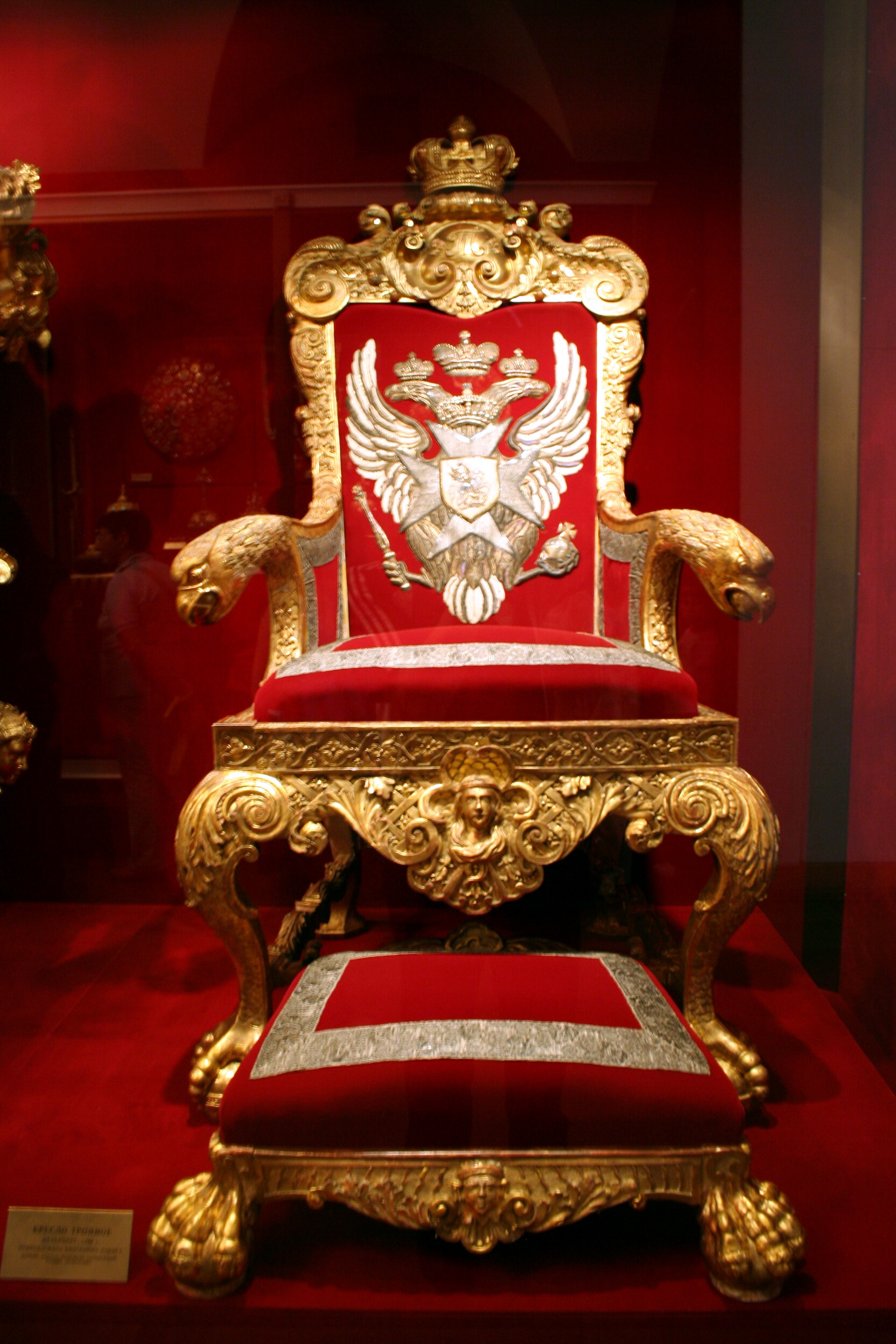
Tron cesarski Pawła I

U progu swego panowania Paweł I dokonał swoistego aktu zemsty na swej matce. Wydobyto z grobu ciało Piotra III i położono je obok zwłok Katarzyny II. Paweł I demonstracyjnie oddawał hołd cesarskiej parze, zwłaszcza ojcu. Koronacja na imperatora Rosji odbyła się 5 kwietnia?/16 kwietnia 1797 w Moskwie. U boku cesarza pojawili się nowi ludzie, pochodzący głównie z niższych warstw społecznych. Błyskawiczną karierę zrobił hrabia Aleksiej Arakczejew (1769–1834), później generał armii Imperium Rosyjskiego, minister wojny Rosji oraz jeden z najbliższych współpracowników Aleksandra I w drugim okresie jego rządów. Ci, którzy zaznali łaski cesarza, żyli w ustawicznym strachu. Nastały rządy terroru. Nawet najmniejsze przewinienie mogło zakończyć się zesłaniem albo śmiercią. Paweł I ogłosił powszechną amnestię.
Jedną z pierwszych decyzji Pawła I, jako imperatora Rosji, było zwolnienie z twierdzy w Petersburgu generała Tadeusza Kościuszki. Wolność tę Kościuszko opłacił zresztą przysięgą wiernopoddańczą, za cenę uwolnienia z niewoli rosyjskiej 12 000 polskich jeńców. Paweł I traktował Kościuszkę z szacunkiem, a nawet przepraszał za krzywdy wyrządzone mu przez jego matkę carycę Katarzynę II. Ostatecznie też monarcha podarował polskiemu generałowi 20 000 Polaków zwolnionych z więzień i łagrów rosyjskich, a do tego trochę rubli i wyposażył go w karetę na drogę do Ameryki. Kościuszko bowiem musiał przyrzec, że nie wróci do Polski. Po kilkunastu miesiącach wrócił do Europy, zamieszkując w Paryżu, a następnie w Szwajcarii. Oprócz Kościuszki uwolniono także pisarza Mikołaja Nowikowa (1744–1818). Szczególne względy okazywano gnębionemu przez Katarzynę II, Stanisławowi Augustowi Poniatowskiemu.
Paweł Jasienica w Dziejach Agonii twierdził, iż Paweł I bardzo lubił Polaków, gdyby powstanie kościuszkowskie wybuchło przynajmniej 2 lata później, zapewne nie doszłoby do rozbiorów. W rozmowie z Ignacym Potockim powiedział: Zawsze byłem przeciwny podziałowi Polski, był to krok równie gorszący jak niepolityczny, lecz stał się już. Zezwoliłaby Austria i Prusy na przywrócenie Polski? Mamże ja sam część moją oddać, ich wzmocnić, a siebie osłabić? Mamże wojnę toczyć, by ich do tego przymusić? Ach, nadto państwo moje toczyło już wojen, czas nam wytchnąć. Trzeba więc, byście się poddali konieczności i żyli spokojnie. Wielką sympatią darzył też króla Stanisława Augusta (uważał go za swego ojca – mimo tego, iż ów zaprzeczał). Zwrócił mu tytuł królewski i podarował na zamieszkanie Pałac Marmurowy. Uczestniczył w jego pogrzebie (jechał konno trzymając szable ostrzem w dół na znak żałoby). Podarował Potockiemu i Kościuszce (którego zwolnił z więzienia) po „tysiąc dusz”.

### Polityka wewnętrzna
Najważniejszym posunięciem w sprawach gospodarki wewnętrznej było wydanie przez Pawła I manifestu, ograniczającego pracę pańszczyźnianą chłopów na rzecz właścicieli ziemskich do trzech dni w tygodniu, czym zraził do siebie szlachtę i duchowieństwo. Pozostałe 3 dni mieli poświęcać na pracę na własnej ziemi, zaś niedziela miała być wolna od pracy. Posunięcie to zasadniczo ulżyło doli pańszczyźnianych chłopów. Monarcha wydał ponad 2 tysiące aktów prawnych. Średnio 40 ustaw, dekretów i rozporządzeń miesięcznie regulowało sprawy wewnętrzne państwa. Nieustannie wprowadzane były innowacje. Reorganizowano już zmienione struktury. Nowy władca walczył z nadużyciami w administracji. Do zbuntowanych regionów wysyłał zaufanych i wiernych sobie dygnitarzy. Rozbudował aparat policji. Policyjna inwigilacja stała się wszechobecna. Wielką miłością Pawła była armia. Dokonał reorganizacji jej struktur. Bezwzględnie tępiono pijaństwo, rozpustę i grę w karty. Żołnierzy dręczono i bito. W 1800 roku 88 osób otrzymało karę śmierci zamienioną na wychłostanie knutem, piętnowanie i zesłanie na ciężkie roboty. W ramy wychowania wojskowego wkroczyła etyka rycerska. Wprowadzono nowe szarże i rangi. Utworzono nowe formacje jazdy. Po raz pierwszy założono dom dla sierot po byłych wojskowych (dla 1000 chłopców i 250 dziewcząt). Zmiany zapoczątkowane przez Pawła, a rozwinięte przez jego następców, stały się fundamentem nowoczesnej armii rosyjskiej. Imperator został mistrzem i protektorem Zakonu Kawalerów Maltańskich. Sympatyzował z jezuitami. Otworzył w Petersburgu wyższe kolegium duchowne.

### Polityka zagraniczna
W sprawach polityki zagranicznej Paweł I kontynuował działania matki, Katarzyny II. Przystąpił do koalicji z Wielką Brytanią, Austrią i Turcją (II koalicja antyfrancuska), wypowiedział wojnę rewolucyjnej Francji i wysłał wojska ekspedycyjne do Italii przeciwko Francuzom. Część wojsk przetransportowana została na statkach floty czarnomorskiej na Sycylię, skąd zaatakowały one południową Italię. Większe oddziały, pod dowództwem feldmarszałka Aleksandra Suworowa, zajęły całą francuską, północną Italię i przez Alpy przebiły się nad Ren. Jeszcze inne oddziały rosyjskie, wraz z Anglikami, wzięły udział w desancie morskim na Holandię. Na wszystkich tych trzech frontach sojusznicy faktycznie pozostawili Rosjan bez wsparcia ze swej strony i rozgoryczony Paweł I wycofał swe wojska ekspedycyjne do Rosji. Paweł I kontynuował także politykę matki na Kaukazie Południowym. W 1801, kilka miesięcy po śmierci króla Kartlii i Kachetii Jerzego XII, wcielił jego królestwo (rosyjski protektorat od czasu zawarcia traktatu gieorgijewskiego w 1783) do Rosji, przekształcając je w zwykłą gubernię Imperium Rosyjskiego.

### Spisek i śmierć
Paweł I nie był lubiany przez szlachtę i arystokrację rosyjską za próby umniejszenia ich przywilejów, niespodziewane dymisje i poniżanie podwładnych. Już w latach 1797–1799 rozwijała się konspiracja przeciw imperatorowi. Uczestniczyli w niej: następca tronu Aleksander, jego żona Elżbieta Aleksiejewna, Adam Jerzy Czartoryski, Nikołaj Nowosilcow, Piotr Stroganow, Wiktor Koczubej i inni. Nie było to działanie zorganizowane i nie było realnym zagrożeniem dla władcy, ale stało się dla niego istotnym sygnałem ostrzegawczym. W 1801 doszło do zawiązania kolejnego spisku, w którym uczestniczyli: gubernator Petersburga Peter Ludwig von der Pahlen, Płaton Zubow, Nikołaj Zubow, generał Levin August von Bennigsen i inni wyżsi oficerowie, którzy po opanowaniu Zamku Michajłowskiego zażądali od Pawła I abdykacji na rzecz syna. Gdy odmówił, został uduszony przez kapitana Jakowa Skariatina.

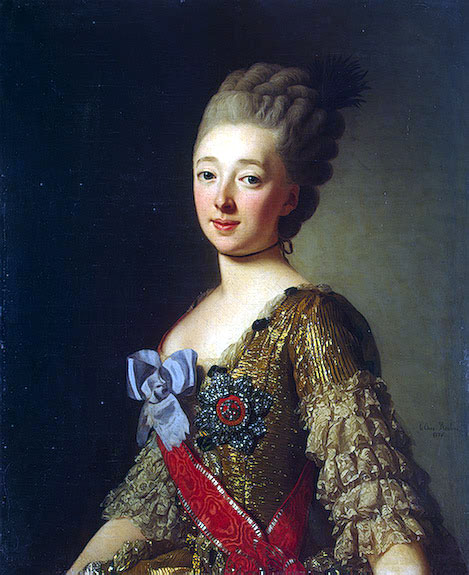
Natalia Aleksiejewna Romanowa

Po śmierci Pawła I w 1801 tron objął jego 23-letni syn, Aleksander I Pawłowicz (1801–1825).

## Potomstwo

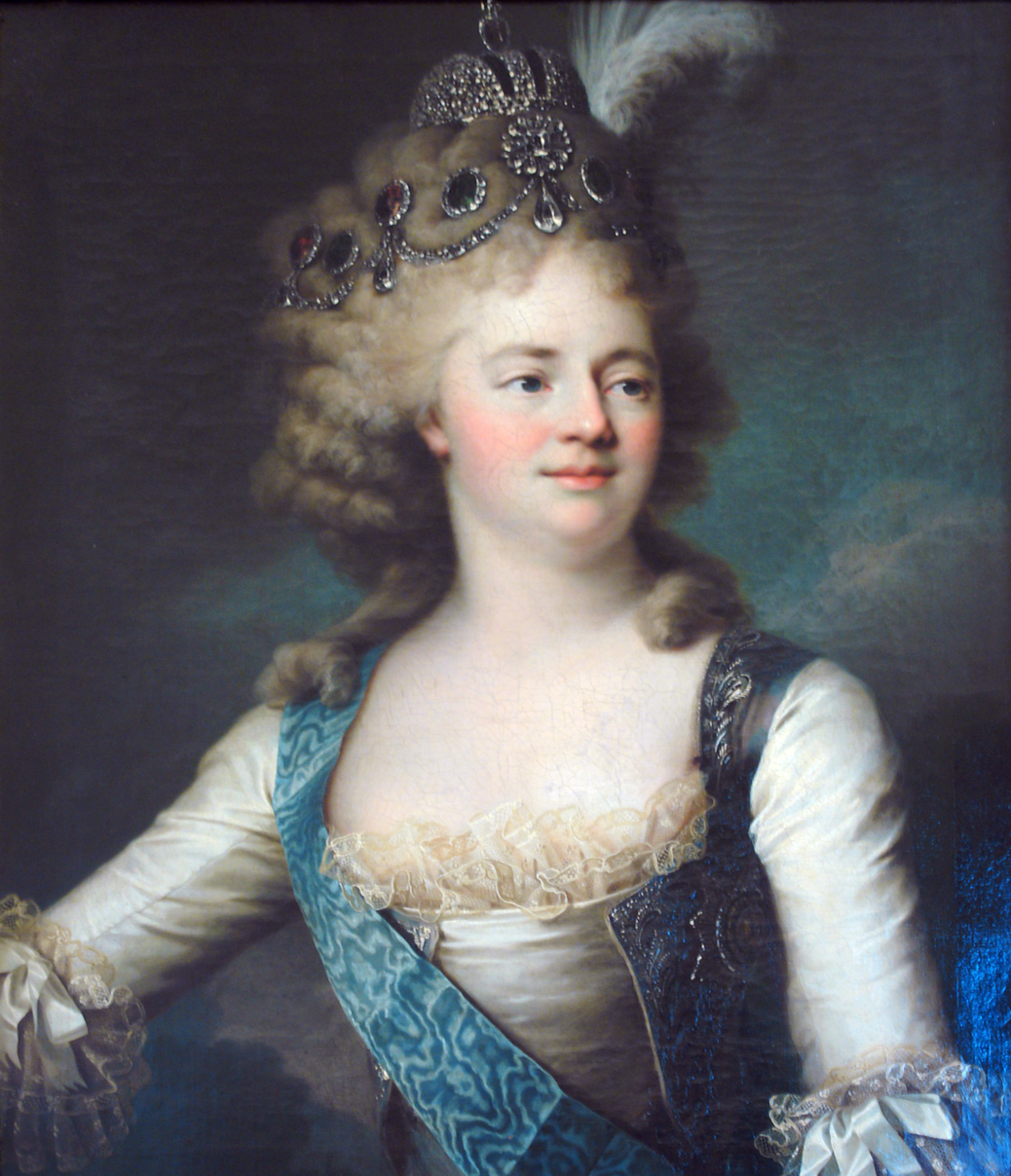
Maria Fiodorowna

Po śmierci pierwszej żony Wilhelminy Luizy z Hesji-Darmstadt, która po przejściu na prawosławie przyjęła imię Natalia Aleksiejewna Romanowa, car Paweł ożenił się po raz drugi. Tym razem jego żoną została Zofia Dorota Wirtemberska, czyli Maria Fiodorowna (1759–1828). Para doczekała się dziesięciorga dzieci:
- Aleksander I (1777–1825) – car Rosji
- Konstanty Pawłowicz (1779–1831) – wielkorządca Królestwa Polskiego
- Aleksandra Pawłowna (1783–1801)

∞ 1799 Józef Antoni Habsburg
- Helena Pawłowna (1784–1803)

∞ 1799 Fryderyk Ludwik z Meklemburgii-Schwerinu
- Maria Pawłowna (1786–1859)

∞ 1804 Karol Fryderyk (wielki książę Saksonii-Weimaru-Eisenach)
- Katarzyna Pawłowna (1788–1819)

∞ 1809–1812 Jerzy Oldenburski
∞ 1816 Wilhelm I Wirtemberski
- Olga (1792–1795)
- Anna Pawłowna (1795–1865)

∞ 1816 Wilhelm II Holenderski
- Mikołaj I (1796–1855) – car Rosji
- Michał (1798–1849)

∞ 1824 Charlotta Wirtemberska

## Kinematografia
W 2003 powstał film oparty na dziejach panowania i śmierci Pawła I Romanowa, pt. Biednyj, Biednyj Pawel (Бедный, Бедный Павел), w reżyserii Witalija Mielnikowa.

## Genealogia
| Karol Fryderyk von Holstein ur. 30 IV 1700 zm. 18 VI 1739 | Karol Fryderyk von Holstein ur. 30 IV 1700 zm. 18 VI 1739 |                                                  |                                                  | Anna Romanowa 1) ur. 2 I 1708 zm. 15 V 1728 | Anna Romanowa 1) ur. 2 I 1708 zm. 15 V 1728 |  |  | Krystian August von Anhalt-Zerbst ur. 29 XI 1690 zm. 16 III 1747 | Krystian August von Anhalt-Zerbst ur. 29 XI 1690 zm. 16 III 1747 |                                                    |                                                    | Joanna von Holstein 2) ur. 24 X 1712 zm. 30 V 1760 | Joanna von Holstein 2) ur. 24 X 1712 zm. 30 V 1760 |
|                                                           |                                                           |                                                  |                                                  |                                             |                                             |  |  |                                                                  |                                                                  |                                                    |                                                    |                                                    |                                                    |
|                                                           |                                                           |                                                  |                                                  |                                             |                                             |  |  |                                                                  |                                                                  |                                                    |                                                    |                                                    |                                                    |
|                                                           |                                                           | Piotr III Romanow ur. 21 II 1728 zm. 17 VII 1762 | Piotr III Romanow ur. 21 II 1728 zm. 17 VII 1762 |                                             |                                             |  |  |                                                                  |                                                                  | Katarzyna II Wielka 3) ur. 2 V 1729 zm. 17 XI 1796 | Katarzyna II Wielka 3) ur. 2 V 1729 zm. 17 XI 1796 |                                                    |                                                    |
|                                                           |                                                           |                                                  |                                                  |                                             |                                             |  |  |                                                                  |                                                                  |                                                    |                                                    |                                                    |                                                    |
|                                                           |                                                           |                                                  |                                                  |                                             |                                             |  |  |                                                                  |                                                                  |                                                    |                                                    |                                                    |                                                    |
|                                                           |                                                           |                                                  |                                                  |                                             |                                             |  |  |                                                                  |                                                                  |                                                    |                                                    |                                                    |                                                    |

| 1 Natalia Aleksiejewna 4) ur. 25 VI 1755 zm. 26 IV 1776 OO 10 X 1773 | 1 Natalia Aleksiejewna 4) ur. 25 VI 1755 zm. 26 IV 1776 OO 10 X 1773 | 2 Maria Fiodorowna 5) ur. 25 X 1759 zm. 5 XI 1828 OO 7 X 1776 | 2 Maria Fiodorowna 5) ur. 25 X 1759 zm. 5 XI 1828 OO 7 X 1776 | Paweł I ur. 1 X 1754 zm. 24 III 1801                  | Paweł I ur. 1 X 1754 zm. 24 III 1801                  | 3 Zofia Stiepanowa Uszakowa ur. 1746 zm. 26 IX 1803 OO związek pozamał. | 3 Zofia Stiepanowa Uszakowa ur. 1746 zm. 26 IX 1803 OO związek pozamał. | 3 Lubowa Bacrat OO związek pozamał.        | 3 Lubowa Bacrat OO związek pozamał.        |  |  |
|                                                                      |                                                                      |                                                               |                                                               |                                                       |                                                       |                                                                         |                                                                         |                                            |                                            |  |  |
|                                                                      |                                                                      |                                                               |                                                               |                                                       |                                                       |                                                                         |                                                                         |                                            |                                            |  |  |
|                                                                      | 2                                                                    |                                                               | 2                                                             |                                                       | 2                                                     |                                                                         | 2                                                                       |                                            | 2                                          |  |  |
| Aleksander I Romanow ur. 27 XII 1777 zm. 1 XII 1825                  | Aleksander I Romanow ur. 27 XII 1777 zm. 1 XII 1825                  | Konstantyn ur. 27 IV / 8 V 1779 zm. 15 VI / 27 VI 1831        | Konstantyn ur. 27 IV / 8 V 1779 zm. 15 VI / 27 VI 1831        | Mikołaj I ur. 25 VI 6 VII 1796 zm. 18 II / 2 III 1855 | Mikołaj I ur. 25 VI 6 VII 1796 zm. 18 II / 2 III 1855 | Michał Pawłowicz Romanow ur. 8 II 1798 zm. 9 IX 1849                    | Michał Pawłowicz Romanow ur. 8 II 1798 zm. 9 IX 1849                    | Aleksandra ur. 9 VIII 1783 zm. 16 III 1801 | Aleksandra ur. 9 VIII 1783 zm. 16 III 1801 |  |  |
|                                                                      | 2                                                                    |                                                               | 2                                                             |                                                       | 2                                                     |                                                                         | 2                                                                       |                                            | 2                                          |  |  |
| Helena 6) ur. 24 XII 1784 zm. 24 IX 1803                             | Helena 6) ur. 24 XII 1784 zm. 24 IX 1803                             | Maria 7) ur. 16 II 1786 zm. 23 VI 1859                        | Maria 7) ur. 16 II 1786 zm. 23 VI 1859                        | Katarzyna 8) ur. 21 V 1788 zm. 9 I / 19 I 1819        | Katarzyna 8) ur. 21 V 1788 zm. 9 I / 19 I 1819        | Olga ur. 22 VII 1792 zm. 26 I 1795                                      | Olga ur. 22 VII 1792 zm. 26 I 1795                                      | Anna ur. 7 I / 18 I 1795 zm. 1 III 1865    | Anna ur. 7 I / 18 I 1795 zm. 1 III 1865    |  |  |
|                                                                      | 3                                                                    |                                                               | 3                                                             |                                                       |                                                       |                                                                         |                                                                         |                                            |                                            |  |  |
| Semen Afanassjewicz Wieliki ur. 1772 zm. 1794                        | Semen Afanassjewicz Wieliki ur. 1772 zm. 1794                        | Marfa Pawłowa Moussine-Juriewa ur. 1801 zm. ?                 | Marfa Pawłowa Moussine-Juriewa ur. 1801 zm. ?                 |                                                       |                                                       |                                                                         |                                                                         |                                            |                                            |  |  |

1. córka cara Piotra Wielkiego
2. siostra króla Szwecji Adolfa Fryderyka z Oldenburgów
3. właściwie: Fryderyka Zofia Augusta, księżniczka z Anhaltu-Zerbst
4. właściwie: Wilhelmina Luiza, księżniczka heska
5. właściwie: Zofia Dorota, siostra Fryderyka I króla Wirtembergii

gengen